# He Zhi Wen
He Zhi Wen (en chino, 何志文; pinyin, Hé Zhìwén; 31 de mayo de 1962) es un jugador español de tenis de mesa nacido en Huang Yan (China). Debido a la dificultad de pronunciar su nombre es también conocido como Juanito. Se afincó en España (concretamente, en Granada) en 1989, y obtuvo la nacionalidad española en 1996. Actualmente compite con el A. S. Miramas Tennis de Table en la Liga Pro B francesa.

## Características y estilo
Se trata de un jugador zurdo, que empuña la pala con la presa oriental (penhold), y que golpea la bola siempre con la misma cara. Utiliza gomas de picos cortos, lo cual no es muy usual. Juega muy cerca de la mesa. Destaca por su juego de muñeca y por su servicio, en el que lanza la bola a una altura considerable antes de golpearla. Pero lo más destacable es que se ha mantenido invariablemente como jugador de élite pese al transcurrir de los años. De hecho, al ganar junto a su compañero Carlos Machado el Open de España en la modalidad de dobles en el año 2015, se convirtió en el jugador de más edad que gana una competición en el World Tour.

## Trayectoria
Se proclamó vencedor en el campeonato de España de Tenis de mesa en el año 2003. Es el jugador español que más veces ha participado en los campeonatos del mundo de tenis de mesa. Llegó a ocupar, en diciembre del año 2007 el número 24 en el ranking mundial, siendo el jugador español que ha ostentado la posición más alta, por delante de Álvaro Robles (37) y Carlos Machado (57). En ese mismo año consigue obtener la plaza para participar en los Juegos Olímpicos de Londres en el clasificatorio Europeo de Luxemburgo. Participó también en los Juegos Olímpicos de Río de Janeiro siendo esta su cuarta y última participación en las Olimpiadas. A nivel de clubs, desarrolló gran parte de su carrera deportiva en el Caja Granada. Se retiró de la selección española en 2016, pero aún siguió jugando en las ligas nacionales de Francia (Jura Morez TT), España (Caja Sur Priego) y Gran Bretaña. Su última aparición en el Ranking oficial de la ITTF fue en diciembre de 2016.

## Palmarés
- 1985: Campeonato del Mundo en Gotemburgo (Suecia); primera posición por equipos como integrante del equipo de China.
- 1985: Campeonato del Mundo en Gotemburgo (Suecia); tercera posición en dobles, formando pareja con Fan Changmao.[9]
- 1991-2005: Campeón de la Liga española.[8]
- 1997: Campeonato del Mundo en Mánchester (Reino Unido); cuartofinalista individual.
- 1999: Primera posición en dobles mixtos y por equipos.[8]
- 2003: Campeonato de España en Santiago de Compostela; primera posición.[4]
- 2004: Campeonato de España en Ceuta; subcampeón.[4]
- 2004: En las  Juegos Olímpicos de Atenas 2004 supera una ronda.[10]
- 2005: En los Juegos Mediterráneos de Almería; Tercera posición en dobles, formando pareja con Machado.[11]
- 2008: En las Juegos Olímpicos de Pekín 2008 supera una ronda.[10]
- 2012: En las Juegos Olímpicos de Londres 2012 supera dos rondas; alcanza los dieciseisavos de final.[10][12]
- 2013: En los Juegos Mediterráneos de Mersin, Turquía; Tercera posición por equipos, junto con Machado.[13]
- 2013: Campeonato de Europa en Schwechat (Austria). Tercera posición en dobles, formando pareja con Machado.[3]
- 2016: En las Juegos Olímpicos de Río de Janeiro 2016 supera una ronda.[10]
- 2016: Campeón del Mundo de Veteranos en la categoría 50-59 años, en Alicante.[3][14]